# دانشنامه اینترنتی فلسفه
دانشنامهٔ اینترنتی فلسفه (به انگلیسی: Internet Encyclopedia of Philosophy: IEP) یک دانشنامهٔ برخط و رایگان به زبان انگلیسی است که در زمینهٔ حوزه‌های گوناگون فلسفه و همچنین فلاسفهٔ برجستهٔ دنیا به ارائهٔ رایگانِ مقاله می‌پردازد.

## دربارهٔ دانشنامه
جیمز فیزر این دانشنامه را در سال ۱۹۹۵ میلادی بنیانگذاری کرد و شمار زیادی کارشناس و ویرایشگر به شکل داوطلبانه با این دانشنامه همکاری می‌کنند. بر طبق گفته‌های دانشنامه، با توجه به وسواس بالایی که در بازبینی و انتشار مقالات صورت می‌گیرد، کیفیت مقالات با دانشنامه‌های چندجلدی فلسفی که بر روی کاغذ منتشر می‌شوند برابری می‌کند.